# Raadna
Koordinaten: 58° 59′ N, 27° 6′ O
Raadna ist ein Dorf (estnisch küla) in der Landgemeinde Lohusuu (Lohusuu vald). Es liegt im Kreis Ida-Viru (Ost-Wierland) im Nordosten Estlands.

## Beschreibung und Geschichte
Das Dorf hat 13 Einwohner (Stand 4. Januar 2010). Es wurde erstmals 1695 unter dem Namen Radena urkundlich erwähnt.
Der Ort liegt am Nordufer des Peipussees (Peipsi järv). Er ist vor allem im Sommer bei Badegästen beliebt.
Die 380 Hektar große Dünenlandschaft zwischen Raadna und dem Dorf Rannapungerja (Järvevälja luitestik) steht unter Naturschutz.